# Mikel Gurrutxaga
Mikel Gurrutxaga Barruetabeña (Elgóibar, Guipúzcoa, País Vasco, España, 22 de agosto de 1996), más conocido como Mikel Gurrutxaga, es un futbolista español que juega en la demarcación de defensa para la A. D. Ceuta de la Segunda División RFEF. 

## Trayectoria
Nacido en Elgóibar, se formó en el fútbol base de la S. D. Eibar, llegando a formar parte del juvenil hasta 2015. Estuvo muy cerca de debutar con el primer equipo, pero una grave lesión de rodilla le truncó, pero se recuperó y volvió a empezar.
En verano de 2015 firmó por el C. D. Vitoria que lo cedió durante dos temporadas seguidas, la primera en el C. D. Elgoibar y la segunda en el Amurrio Club. En este último permaneció después de rescindir su contrato en 2017.
En verano de 2018 se enroló en las filas del JS Hercules de la Tercera División de Finlandia, un conjunto que apadrinaba el Deportivo Alavés para ponerse a las órdenes del técnico español Ismael Díaz Galán.
En enero de 2019 firmó un contrato por dos temporadas con el Paide Linnameeskond de la Meistriliiga, la primera división de Estonia. Debutó el 8 de marzo en una victoria por cero goles a dos frente al JK Nõmme Kalju que era el actual campeón de la liga. En su primera temporada en el club jugó 30 partidos y anotó 5 goles en la Meistriliiga. El club finalizó en cuarta posición, lo que le da derecho a disputar la fase previa de la Liga Europa la temporada 2020-21.
Posteriormente pasó por el fútbol lituano y en agosto de 2021 regresó a España para jugar en la A. D. Ceuta.

## Clubes
| Club                    | País      | Año       |
| ----------------------- | --------- | --------- |
| C. D. Vitoria           | España    | 2015-2017 |
| C. D. Elgoibar (cedido) | España    | 2016      |
| Amurrio Club (cedido)   | España    | 2016-2017 |
| Amurrio Club            | España    | 2017-2018 |
| JS Hercules             | Finlandia | 2018      |
| Paide Linnameeskond     | Estonia   | 2019-2020 |
| FK Sūduva               | Lituania  | 2021      |
| A. D. Ceuta             | España    | 2021-2022 |
| Portugalete             | Portugal  | 2022-     |